# Sigillina cyanea
Sigillina cyanea är en sjöpungsart som först beskrevs av William Abbott Herdman 1899.  Sigillina cyanea ingår i släktet Sigillina och familjen Holozoidae. Inga underarter finns listade i Catalogue of Life.